# Barbara Strzałkowska
Barbara Strzałkowska (ur. w 1981) – polska biblistka, teolog, dr hab. nauk teologicznych, profesor uczelni Instytutu Nauk Teologicznych Wydziału Teologicznego Uniwersytetu Kardynała Stefana Wyszyńskiego.

## Życiorys
W 2005 ukończyła studia teologiczne na Uniwersytecie Kardynała Stefana Wyszyńskiego w Warszawie, 18 maja 2009 obroniła pracę doktorską Mowy Elihu (Hi 32–37) oraz ich reinterpretacja w Biblii Greckiej, 29 września 2017 habilitowała się na podstawie pracy zatytułowanej Księga Przysłów 1–9 w Septuagincie. Analiza „dodatków” i „braków” w zestawieniu z Tekstem Masoreckim w świetle starożytnych świadectw tekstowych. Została zatrudniona na stanowisku adiunkta w Katedrze Egzegezy Starego Testamentu na Wydziale Teologicznym Uniwersytetu Kardynała Stefana Wyszyńskiego.
Jest profesorem uczelni Instytutu Nauk Teologicznych Wydziału Teologicznego Uniwersytetu Kardynała Stefana Wyszyńskiego. Członkini Zarządu Stowarzyszenia Biblistów Polskich w kadencji 2023–2028.